# Richard Harmon
Richard Harmon é um ator canadense, nascido em 18 de agosto de 1991. É mais conhecido por interpretar John Murphy na série de televisão The 100 do canal The CW.

## Filmografia

### Cinema
| Ano  | Título                                             | Personagem     |
| ---- | -------------------------------------------------- | -------------- |
| 2015 | A Incrível História de Adaline                     | Tony           |
| 2013 | Cruel & Unusual                                    | William        |
| 2013 | If I Had Wings                                     | Alex Taylor    |
| 2012 | Grave Encounters 2                                 | Alex Wright    |
| 2012 | Girl in Progress                                   | garoto mau     |
| 2012 | Rufus (filme)Rufus                                 | Clay           |
| 2012 | The Pregnancy Project                              | Aaron          |
| 2011 | Judas Kiss                                         | Danny Reyes    |
| 2011 | Time After Time                                    | Ricky          |
| 2010 | Triple Dog                                         | Stephan        |
| 2010 | Dear Mr. Gacy                                      | vítima         |
| 2010 | Percy Jackson & the Olympians: The Lightning Thief | garoto esperto |
| 2010 | The Cult                                           | Lucas          |
| 2009 | Wolf Canyon                                        | interno        |
| 2007 | Trick 'r Treat                                     | garoto vampiro |
| 2007 | To Be Fat Like Me                                  | Kyle           |
| 2005 | Painkiller Jane                                    | Squeak         |
| 2005 | School of Life                                     | Timmy          |
| 2025 | Premonição 6                                       |                |

### Séries de TV
| Ano       | Série                        | Personagem          |
| --------- | ---------------------------- | ------------------- |
| 2024      | The flash                    | Owen Mercer         |
| 2013-2020 | The 100 Van Helsing S4E3     | John Murphy Max     |
| 2013      | Bates Motel                  | Richard Slymore     |
| 2013      | Rogue                        | Lee                 |
| 2012      | The Wishing Tree             | Andrew Breen        |
| 2012-2015 | Continuum                    | Julian Randol       |
| 2011-2012 | The Killing                  | Jasper Ames         |
| 2011-2012 | The Secret Circle            | Ian                 |
| 2011      | RL Stine's The Haunting Hour | Bobby e Caleb       |
| 2011      | Clue                         | Andrew              |
| 2010      | Tower Prep                   | Ray                 |
| 2010      | Shattered                    | Trevor Stanwood     |
| 2010      |                              |                     |
| 2010      | Fringe                       | adolescente         |
| 2010      | Riese                        | Protótipo           |
| 2010      | Caprica                      | Heracles            |
| 2009      | Smallville                   | adolescente viciado |
| 2007      | Raja                         | Jr.                 |
| 2007      | Flash Gordon                 | amigo de T.J.       |
| 2006      | Da Vinci's City Hall         | Andrew              |
| 2003      | Jeremiah                     | Madison             |